# Tripelennamine
Tripelennamine of pyribenzamine is een eerste generatie pyridine antipruriticum en antihistaminicum uit de ethyleendiamineklasse. Het wordt toegepast bij de behandeling van astma, hooikoorts, rinitis en urticaria, maar raakt buiten gebruik vanwege vervanging door nieuwere antihistamines.